# Lucas Onyango
Pour les articles homonymes, voir Onyango.
Pas d'image ? Cliquez ici

a Compétitions nationales et continentales officielles uniquement.

b Matchs officiels uniquement.
Dernière mise à jour le 25 septembre 2018.
 Lucas Onyango  est né le 12 mai 1981. C'est un joueur de rugby à XV et de rugby à XIII kenyan.
Il occupe le poste de trois quart aile. Il pratique aussi le rugby à sept au niveau international.
Il a rejoint Widnes Vikings et le rugby à XIII en décembre 2005 après avoir été le meilleur marqueur d'essais de Manchester RFC au rugby à XV. 
Il continue à jouer au rugby à XV pour l'Équipe du Kenya de rugby à XV qui participe aux qualifications en Afrique pour la Coupe du monde de rugby à XV 2007.

## Carrière de joueur

### En club à XV
- Manchester RC  Angleterre 2002-2005

### En club à XIII
- Widnes Vikings  Angleterre 2006